# 讃岐三白
讃岐三白（さぬきさんぱく）とは、江戸時代以降の讃岐国（現在の香川県）で盛んに生産された、白色の特産品3つをまとめた言葉である。現在では砂糖・塩・綿を指すことが多いが、時代によって何を「三白」と指すかは異なっている。

## 讃岐三白の内訳と歴史について
溝渕(2018)は讃岐三白の内訳について時代による変遷があったとしている。幕末期においては「砂糖・塩・小豆」、明治前期・中期においては「砂糖・塩・米」と「砂糖・塩・綿」が並立しており、明治後期以降「砂糖・塩・綿」に統一されていったとしている。また、讃岐三白は江戸時代に生産が盛んだったと解説されることが多いが、「讃岐三白」という言葉が使われ始めるのは明治以降であり、この頃には砂糖や綿など藩による保護が失われ、生産が衰退傾向にあったことから、その衰退を食い止めるために「三白」としてブランド化したと指摘している。

## 讃岐三白の起源
香川県の気候は瀬戸内海式気候であり、降水量が少ない。また大きな河川もないため、しばしば旱魃に見舞われた。そのため米だけでは年貢を賄いきれず、高松藩はしばしば財政難に陥った。江戸時代中期には特に享保の大飢饉、天明の大飢饉、天保の大飢饉と飢饉が続き、米の収量が激減したため藩財政は借入金によってなんとか耐え凌いでいる状況であった。そこで商品作物として降水量の少なく温暖な気候に適した砂糖や綿花を栽培するようになった。

### 砂糖の生産
高松藩5代藩主松平頼恭は困窮する藩財政の立て直しのため、当時稀少であった砂糖に目をつけた。砂糖の原料であるサトウキビは栽培に多くの水を必要としないため、讃岐の気候に合致している。藩医の池田玄丈はサトウキビ栽培の研究を命じられ東浜村（現在の高松市花園町）の花畑でサトウキビ栽培を始めたが、研究の途中で病に倒れ亡くなった。弟子の向山周慶（さきやましゅうけい）はこの研究を引き継ぎ、薩摩藩の奄美大島からお遍路に来ていた関良助の協力を得て、1790年に白砂糖の生産に成功した。その後文政期から天保期にかけて飢饉により砂糖の生産は一時停滞したが、1835年に糖業の保護政策が行われたことにより再び盛んになった。最盛期には日本国内の砂糖の8割が高松藩で生産されるようになり、幕末には巨万の富が築かれた。これを正月の祝いとして食べるようになったのが餡餅雑煮であるとされている。
明治以降甘蔗栽培製造保護法が廃止され、外国産砂糖が流入したため讃岐の糖業は衰退したが、現在でも和三盆として東かがわ市において伝統的な製法を用いた砂糖の生産が続けられている。讃州井筒屋敷では和三盆の型抜き体験ができる。

### 塩の生産
1824年、久米通賢は、困窮の続く藩財政の立て直しのため、高松藩9代藩主松平頼恕に阿野郡坂出での塩田開発を進言した。1826年、頼恕は反対論を押し切り工事の実施を決定。通賢は私財をなげうって塩田開発に尽力し、1829年に坂出塩田の開墾に成功、1832年に完成した。通賢の塩田は当時の入浜式塩田の模範と呼ばれた。
また宇多津においては、塩田の開発は1744年より行われていたものの、本格的に塩田を使った塩の生産が行われるようになったのは明治以降であった。しかし1970年代に登場したイオン交換膜法により塩田は存在意義を失い、宇多津臨海公園に保存されているもののみ残っている。

### 綿の生産
讃岐に綿の生産を伝えたのは関谷兵衛国貞で1532年のことと伝えられている。豊浜で綿の栽培が盛んになったのは幕末以降である。
明治以降安価な輸入の綿に押されて豊浜での栽培は衰退し、現在は営利目的での栽培は行われていないが、観音寺市内にはワタの花を見ることができるスポットがある。また綿業が盛んだったことから市内には現在でも布団店が多くある。